# 영양 석간고택
영양 석간고택(英陽 石澗古宅)은 대한민국 경상북도 영양군 석보면 원리에 있는 고택이다. 2013년 3월 18일 경상북도의 문화재자료 제603호로 지정되었다.

## 개요
영양 석간고택은 19세기 후반에 학문소인 정사를 가옥 내에 별동으로 지은 흔치 않은 예로 정침은 생활기본시설을 설치하기 위하여 일부 변용하였지만, 전체적으로는 건립 당시의 모습을 비교적 잘 간직하고 있을 뿐 아니라 정침은 건립 당시보다 앞선 시기의 모습을 보여주고 있다. 또한 소설가 이문열이 유년 시절을 보낸 곳으로 지역의 역사문화환경적인 측면에서도 가치를 부여할 수 있다.

## 같이 보기
- 이문열

## 참고 자료
- 영양 석간고택 - 국가유산청 국가유산포털